# Nausitora dunlopei
Nausitora dunlopei is een tweekleppigensoort uit de familie van de Teredinidae. De wetenschappelijke naam van de soort is voor het eerst geldig gepubliceerd in 1864 door Wright.